# Kromaticitet

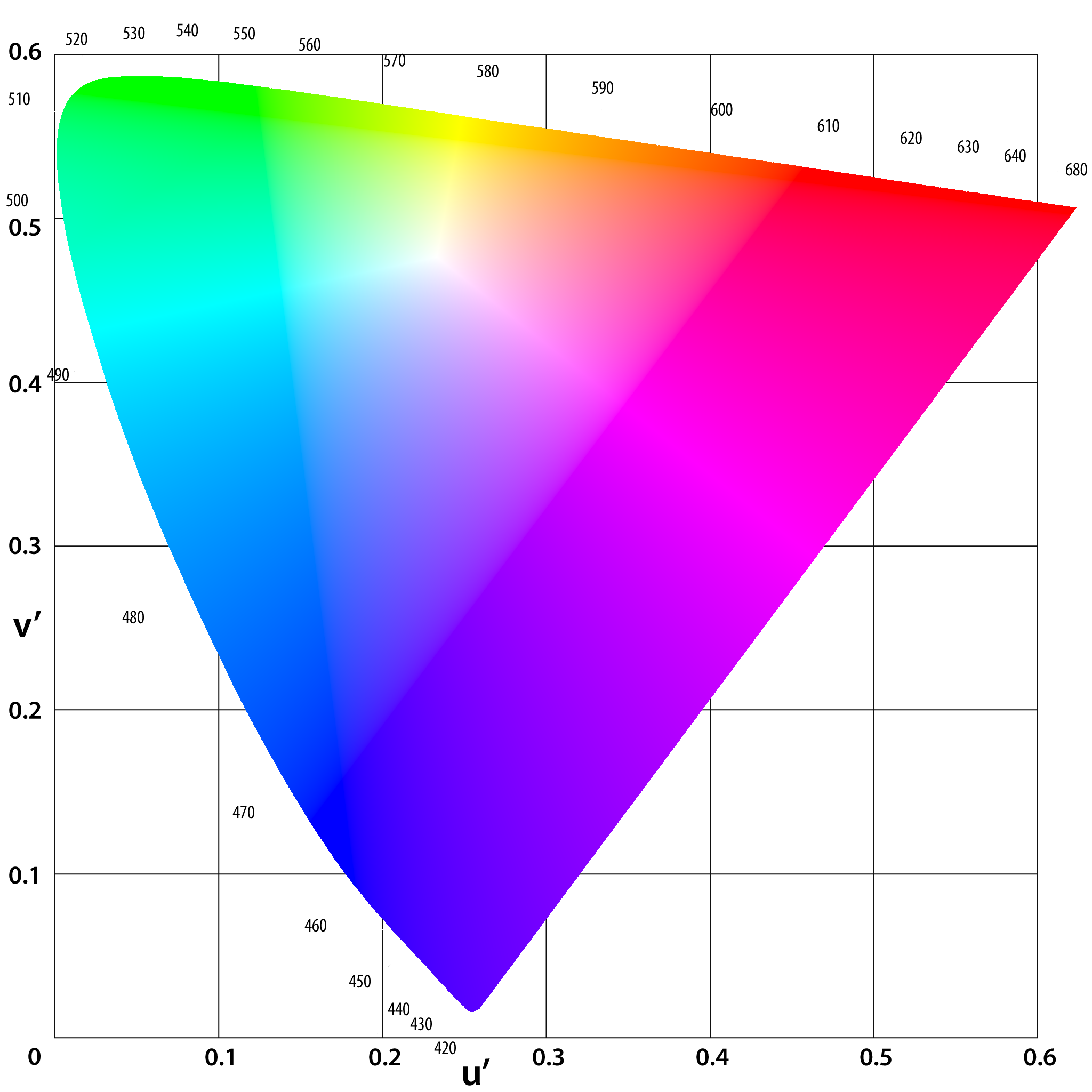
Kromaticitetsdiagram CIELUV från CIE (Internationella belysningskommissionen).

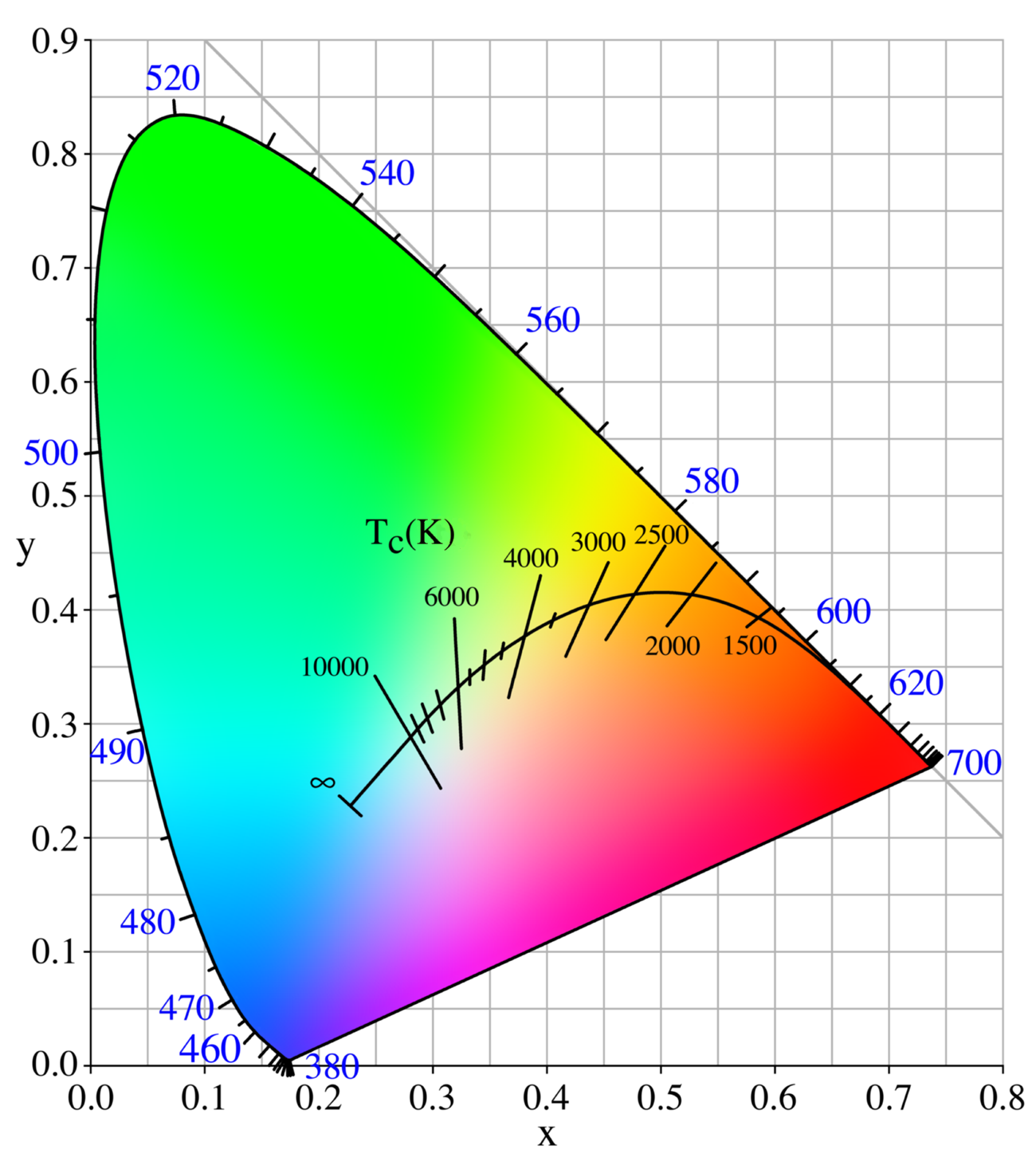
Kromaticitetsdiagram CIE 1931xy från Internationella belysningskommissionen. I diagrammet visas kromaticiteterna för svartkroppsstrålare av olika temperaturer och linjer för konstant korrelerad färgtemperatur.

Kromaticitet (engelska chromaticity) är ett sätt att ange egenskaperna hos en icke-relaterad färg, alltså en ytfärg som ses genom ett hål så att alla omgivande färger skärmas av eller, oftare, en ljusfärg omgiven av mörker. Kromaticiteten specificerar färgen oberoende av dess ljushet (engelska brightness) med hjälp av två oberoende parametrar där den ena är kulörtonen (engelska hue) och den andra ett mått på färgens kulörta intensitet, i detta sammanhang ofta kallad mättnad (saturation).
Den internationella belysningskommissionen CIE har konstruerat flera tvådimensionella diagram för att ange kromaticiteten hos en färg. Två av dem visas till höger. De är avsedda för olika användningsområden, och i inget av fallen motsvarar axlarnas värden de två ursprungliga parametrarna. Det faktum att diagrammen ofta visas i färg ska heller inte tolkas som att den färg som visas i diagrammet motsvarar den färg som ges av de angivna koordinaterna.
Kromaticitet är inte detsamma som kulörthet (engelska chromaticness), som är en av variablerna i färgsystemet NCS för beskrivning av uppfattade ytfärger.